# Estación de San Bertrán
Barcelona 3, también conocida como estación de San Bertrán, fue una estación de ferrocarril ubicada junto al muelle de San Bertrán del Puerto de Barcelona. Originalmente fue la terminal de la línea Barcelona-Vilanova, por lo que popularmente también fue conocida como estación de Vilanova.

## Ubicación
La estación estaba ubicada fuera de las murallas de Barcelona, junto a los muelles del puerto, entre las atarazanas y la montaña de Montjuïc, en unos terrenos conocidos como Huertas de San Bertrán. En la actualidad en este espacio se levantan los edificios del Laboratorio Regional de Aduanas de Cataluña y el bloque de viviendas de trabajadores del puerto.

## Historia
La estación era la terminal de la línea Barcelona-Vilanova-Valls, construida por la Compañía de los Ferrocarriles de Valls en Vilanova y Barcelona (VVB), posteriormente transformada en Ferrocarriles Directos de Madrid a Zaragoza y Barcelona. La línea se puso en servicio el 29 de diciembre de 1881, con la inauguración de la sección entre Barcelona y Vilanova i la Geltrú. Desde la estación del puerto, las vías discurrían por el lado sur de Montjuïc en paralelo a la carretera del Morrot, y cruzaban La Marina de Sants para llegar a la estación de El Prat de Llobregat.
Debido a problemas financieros, en 1886 Ferrocarriles Directos de Madrid a Zaragoza y Barcelona fue absorbida por la Compañía de los ferrocarriles de Tarragona a Barcelona y Francia (TBF). Un año más tarde se creó el ramal entre El Prat y La Bordeta, que permitió enlazar la línea de Barcelona-Vilanova-Valls con la de Barcelona-Martorell-Tarragona que ya tenía TBF. De este modo, el tramo por el Morrot y la estación de San Bertrán dejaron de servir al tráfico de pasajeros, quedando destinados únicamente a las mercancías del puerto.
En 1898 TBF se fusionó con MZA, que un año más tarde presentó un proyecto de reorganización de la red de estaciones. Con el objetivo de liberar a Barcelona 2 (estación de Francia) del tráfico de mercancías, en diciembre de 1902 se aprobó la ampliación de la Barcelona 3, aunque solo se materializó parcialmente, porque en julio de 1903 se presentó un acuerdo entre MZA y la Junta de Obras del Puerto para el traslado de la estación a unas nuevas instalaciones, 500 metros más al sur, en unos terrenos ganados al mar en la zona del Morrot. El proyecto se aprobó el 10 de julio de 1905, aunque las obras no se iniciaron hasta 1913. Paralelamente, MZA construyó la red interna del puerto, conectando las estaciones Barcelona 1, 2 y 3. En 1917 entró en servicio la nueva estación portuaria del Morrot y la estación de San Beltrán fue desmantelada.